# مری مکدانل
مری ایلین مک‌دانل (به انگلیسی: Mary Eileen McDonnell) (زاده ۲۸ آوریل ۱۹۵۲) هنرپیشه آمریکایی است. وی بیشتر شهرت خویش را از نامزدی اسکار برای بهترین بازیگر نقش مکمل زن برای بازی در فیلم رقصنده با گرگ‌ها به‌دست آورد.
از دیگر فیلم‌های او می‌توان به بازی در فیلم وایت ایرپ، شیادان، اقبال کلوچه و قاتل مو اشاره کرد.

## زندگی‌نامه
وی در ویلکس-بار واقع در شمال شرقی ایالت پنسیلوانیای کشور آمریکا دیده به جهان گشود.